# Africocypha lacuselephantum
Africocypha lacuselephantum – gatunek ważki z rodziny Chlorocyphidae.